# Championnat d'Écosse de football 1956-1957
Navigation
Saison précédente Saison suivante
La 60e édition du championnat d'Écosse de football est remportée par le Rangers Football Club. C’est le 30e titre de champion du club de Glasgow. Le club a donc remporté la moitié des championnats disputés. Les Rangers l’emportent avec 6 points d’avance sur Heart of Midlothian. Le Kilmarnock FC complète le podium.
Le système de promotion/relégation reste en place: descente et montée automatique, sans matchs de barrage pour les deux derniers de première division et les deux premiers de deuxième division. Dunfermline Athletic et Ayr United descendent en deuxième division. Ils sont remplacés pour la saison 1957/58 par Third Lanark AC et Clyde FC.
Avec 33 buts marqués en 30 matchs,  Hugh Baird de Airdrieonians remporte pour la première fois le classement des meilleurs buteurs du championnat.

## Les clubs de l'édition 1956-1957
| \| Aberdeen FC Glasgow · Celtic - Rangers - Partick Thistle-Queen’s Park Ayr United Dundee FC Édimbourg · Heart - Hibernian Motherwell FC Kilmarnock FC Saint Mirren Queen of the South Airdrieonians Fife :Dunfermline-East Fife-Raith Rovers \| Localisation des clubs engagés dans le championnat. |
| Aberdeen FC Glasgow · Celtic - Rangers - Partick Thistle-Queen’s Park Ayr United Dundee FC Édimbourg · Heart - Hibernian Motherwell FC Kilmarnock FC Saint Mirren Queen of the South Airdrieonians Fife :Dunfermline-East Fife-Raith Rovers                                                           |

| Club                               | Ville       |
| ---------------------------------- | ----------- |
| Aberdeen Football Club             | Aberdeen    |
| Airdrieonians Football Club        | Airdrie     |
| Ayr United Football Club           | Ayr         |
| Celtic Football Club               | Glasgow     |
| Dundee Football Club               | Dundee      |
| Dunfermline Athletic Football Club | Dunfermline |
| East Fife Football Club            | Methil      |
| Heart of Midlothian Football Club  | Édimbourg   |
| Hibernian Football Club            | Leith       |
| Falkirk Football Club              | Falkirk     |
| Kilmarnock Football Club           | Kilmarnock  |
| Motherwell Football Club           | Motherwell  |
| Partick Thistle Football Club      | Glasgow     |
| Queen of the South Football Club   | Dumfries    |
| Queen's Park Football Club         | Glasgow     |
| Raith Rovers Football Club         | Kirkcaldy   |
| Rangers Football Club              | Glasgow     |
| Saint Mirren Football Club         | Paisley     |

## Compétition

### Classement
Le classement est établi sur le barème de points classique (victoire à 2 points, match nul à 1, défaite à 0).
| Rang | Équipe               | Pts | J  | G  | N  | P  | Bp | Bc | Diff |
| ---- | -------------------- | --- | -- | -- | -- | -- | -- | -- | ---- |
| 1    | Rangers FC T         | 55  | 34 | 26 | 3  | 5  | 85 | 27 | +58  |
| 2    | Heart of Midlothian  | 53  | 34 | 24 | 5  | 5  | 81 | 48 | +33  |
| 3    | Kilmarnock FC        | 42  | 34 | 16 | 10 | 8  | 57 | 39 | +18  |
| 4    | Raith Rovers         | 39  | 34 | 16 | 7  | 11 | 84 | 58 | +26  |
| 5    | Celtic FC            | 38  | 34 | 15 | 9  | 11 | 58 | 43 | +15  |
| 6    | Aberdeen FC          | 38  | 34 | 18 | 2  | 14 | 79 | 59 | +20  |
| 7    | Motherwell FC        | 37  | 34 | 16 | 5  | 13 | 72 | 66 | +6   |
| 8    | Partick Thistle FC   | 34  | 34 | 13 | 8  | 13 | 53 | 51 | +2   |
| 9    | Hibernian FC         | 33  | 34 | 12 | 9  | 13 | 69 | 56 | +13  |
| 10   | Dundee FC            | 32  | 34 | 13 | 6  | 15 | 55 | 61 | -6   |
| 11   | Airdrieonians        | 30  | 34 | 13 | 4  | 17 | 77 | 89 | -12  |
| 12   | Saint Mirren         | 30  | 34 | 12 | 6  | 16 | 58 | 72 | -14  |
| 13   | Queen's Park FC P    | 29  | 34 | 11 | 7  | 16 | 55 | 59 | -4   |
| 14   | Falkirk FC C         | 28  | 34 | 10 | 8  | 16 | 51 | 70 | -19  |
| 15   | East Fife            | 26  | 34 | 10 | 6  | 18 | 59 | 82 | -23  |
| 16   | Queen of the South   | 25  | 34 | 10 | 5  | 19 | 54 | 96 | -42  |
| 17   | Dunfermline Athletic | 24  | 34 | 9  | 6  | 19 | 54 | 74 | -20  |
| 18   | Ayr United P         | 19  | 34 | 7  | 5  | 22 | 48 | 89 | -41  |

| Légende : Qualifications et relégations | Légende : Qualifications et relégations                           |
| --------------------------------------- | ----------------------------------------------------------------- |
|                                         | Champion d'Écosse                                                 |
|                                         | Relégation en deuxième division                                   |
|                                         | T : Tenant du titre C : Vainqueur de la Coupe d'Écosse P : Promus |

## Bilan de la saison
| Tableau d'Honneur                |            |
| Compétition                      | Vainqueur  |
| Championnat d'Écosse de football | Rangers FC |
| Coupe d'Écosse de football       | Falkirk FC |

| Promotions et relégations |                                 |
| Promus                    | Third Lanark AC Clyde FC        |
| Relégués                  | Dunfermline Athletic Ayr United |

## Statistiques

### Meilleur buteur
1. Hugh Baird,  Airdrieonians, 33 buts